# Тросциды
Тросциды, или лжещелкуны (лат. Throscidae) — семейство насекомых из надсемейства элатероидных подотряда разноядных жуков. 

## Описание
Маленькие жуки примерно 1—5 мм в длину. Тело продолговатое удлинённое.

## Палеонтология
Древнейшие лжещелкуны были найдены в ливанском янтаре. Также известны из бирманского и балтийского янтарей.

## Классификация
В семейство включают следующие рода:
- Aulonothroscus
- Cryptophthalma
- Pactopus
- Potergus
- Trixagus — Троски